# Parsac-Rimondeix
Parsac-Rimondeix era una comuna nueva francesa que estaba situada en el departamento de Creuse, de la región de Nueva Aquitania, que el 1 de enero de 2025 pasó a formar parte de la comuna nueva de Parsac como comuna delegada.

## Historia
Fue creada el 1 de enero de 2016 con la unión de las comunas de Parsac y Rimondeix.

## Demografía
| Gráfica de evolución demográfica de Parsac-Rimondeix entre 1800 y 2022 |
|                                                                        |

Los datos entre 1800 y 2013 son el resultado de sumar los parciales de las dos comunas que forman la nueva comuna de Parsac-Rimondeix, cuyos datos se han cogido de 1800 a 1999, para las comunas de Parsac y Rimondeix de la página francesa EHESS/Cassini. Los demás datos se han cogido de la página del INSEE.

## Composición
| Comuna delegada | Código INSEE | Población (2013) | Superficie (km²) | Densidad (hab./km²) |
| --------------- | ------------ | ---------------- | ---------------- | ------------------- |
| Parsac          | 23149        | 609              | 38.99            | 16                  |
| Rimondeix       | 23161        | 74               | 8.03             | 9                   |